# Arturo Dresco
Arturo Dresco (Buenos Aires, Argentina, 2 de abril de 1875-Buenos Aires, 21 de julio de 1961) fue un escultor argentino cuya obra más destacada fue el Monumento a España, inaugurado en 1936.

## Biografía
Cuando tenía 20 años exhibió en el Bon Marché (actual Galería Pacífico) un desnudo yacente, realizado en yeso, de tamaño natural, que a pesar de ser una obra poco significativa fue un gran triunfo pues fue considerado uno de los más hermosos desnudos de la plástica argentina.
Había iniciado en la Argentina los estudios de dibujo en la Sociedad Italiana Unione e Benevolenza y luego se trasladó a Florencia, donde estudió con Augusto Pasaglia. Años después, y tras un segundo viaje a Italia, regresó a Buenos Aires donde obtuvo una beca nacional que le permitió volver a Europa.
Fue profesor y vicerrector de la Academia Nacional de Bellas Artes entre 1907 y 1909. Con Fernando Fader y otros integró el grupo "Nexus", donde evidenció una fuerte posición nacionalista.
En 1911 la Comisión del Centenario le encargó el Monumento a España, que debido a enojosas peripecias recién se inauguró en 1936. Fue su obra más importante, que hoy día se encuentra en un lugar apartado y descuidado de la Ciudad de Buenos Aires, en Avenida España al 2400, en el llamado Paseo de la Costanera Sur.
Otra de sus obras destacadas, es La Puerta Historiada, inaugurada el 11 de septiembre de 1933, situada en la Avenida Entre Ríos 1349, en la Ciudad Autónoma de Buenos Aires, donde actualmente funciona la Biblioteca del Docente. Se trata de un homenaje a Domingo Faustino Sarmiento, y la obra consiste en un portal de ingreso a la biblioteca de lo que era en ese entonces una escuela pública. La altura es de unos tres metros, y dado que Dresco vivió en Florencia es probable que se haya inspirado en La Puerta del Paraíso del baptisterio, realizada por Lorenzo Ghiberti. En 1981 el diario La Prensa se quejaba del estado de abandono de la obra, finalmente en diciembre de 2013 la La Puerta Historiada fue trasladada para su restauración y en julio de 2014 fue reinstalada en el primer piso de la Biblioteca, donde puede visitarse de forma gratuita.

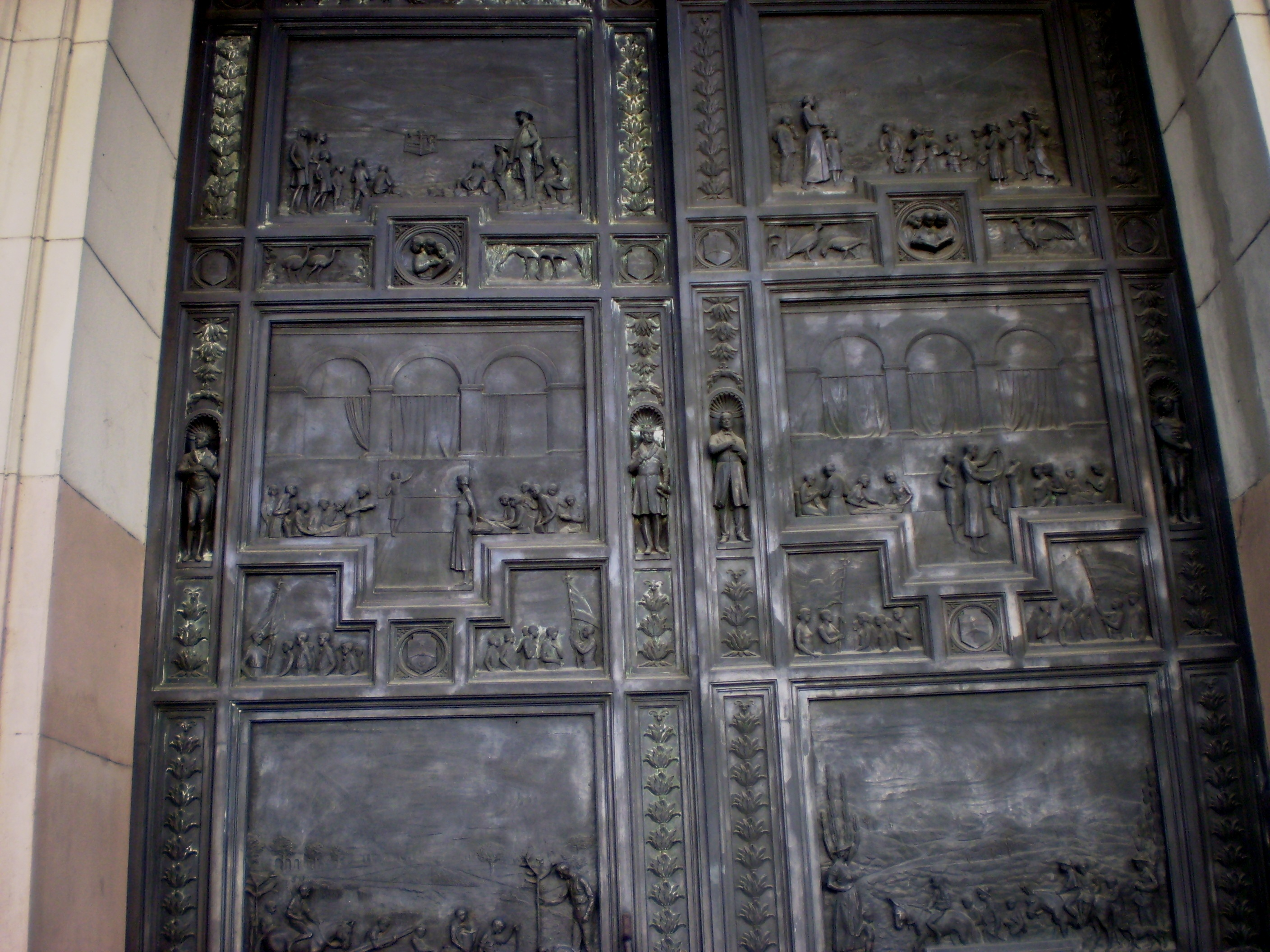
La Puerta Historiada

La temática de la misma está orientada a la educación argentina. Consta de ocho paneles en los que se visualizan paisajes de distintas regiones del país y a docentes realizando sus tareas. En el marco, en sus cuatro ángulos centrales, se ven las figuras de quienes contribuyeron grandemente al desarrollo de la educación en la Argentina: Mariano Moreno, Bernardino Rivadavia, Manuel Belgrano y Sarmiento. La obra posee también representaciones de la fauna y flora nativas y los 14 escudos de las provincias que existían en 1933.

## Obras
Algunos de los museos que poseen obras suyas: Nacional de Bellas Artes (Ciudad Autónoma de Buenos Aires, Argentina); Museo Americanista de Lomas de Zamora (Provincia de Buenos Aires, Argentina), de Bellas Artes de Saint Louis (Estados Unidos).
Fue siempre un modelador de suavidad sensible.
Algunas de sus principales obras son:
- Monumentos:
  - al general Juan Antonio Álvarez de Arenales, en la provincia de Salta.
  - al general Manuel Belgrano, en General Belgrano, Provincia de Buenos Aires.[2][3]
  - al general Martín Rodríguez, en Tandil
  - a Cristóbal Colón, en Rapallo, Italia.
  - a España, en Buenos Aires.
  - a Juan Larrea, en Buenos Aires.
  - al Doctor Aguirre Zabala, en Gualeguaychú, Entre Ríos.
- Mausoleos:
  - al general Martín Rodríguez, en el Cementerio de la Recoleta.
  - al gobernador Lucas Córdoba, en San Miguel de Tucumán.
- Otras obras:
  - La pena (en mármol, Museo Nacional de Bellas Artes)[4]
  - La Puerta Historiada: actualmente está ubicada en el Primer Piso de la Biblioteca del Docente, en la Ciudad Autónoma de Buenos Aires.
  - Mástil de bronce y hierro en Barrancas de Belgrano
  - Escultura de cuatro niños desnudos jugando en el agua, frente al Teatro Municipal de Santiago, en la capital de Chile, regalo de la República Argentina a ese país en 1910. Existe en el Archivo General de la Nación una fotografía de la escultura en la plaza San Martín en Buenos Aires, cerca de la esquina de Santa Fe y Esmeralda, con la residencia Anchorena de fondo (AGN Depto. Fotográfico Inv. Nº213840).
  - El Descanso
  - Lázaro:  Está ubicado en el Museo Americanista de Lomas de Zamora, Provincia de Buenos Aires, Argentina.

## Fuente
- El arte de los argentinos. (1981). José León Pagano. Ed Gancourt.
- María del Carmen Magaz (2007). Escultura y Poder. "Serie Arte" de Acervo Editora Argentina. ISBN 978-987-23100-2-8.
- Todo Argentina